# Emittenti radiofoniche italiane in onde medie
Le emittenti radiofoniche italiane in onde medie sono radio che trasmettono in lingua italiana sulle frequenze nella gamma Onde Medie (300- 3.000 kHz)  programmi radiofonici tramite modulazione di ampiezza. Il sistema di modulazione digitale DRM, sperimentato per breve tempo, non è stato implementato in Italia.  Il vantaggio delle trasmissioni in OM è la capacità di penetrazione del segnale fin dentro gli immobili.

## Storia

### Bando per l'assegnazione a privati delle frequenze in onde medie
A giugno 2018, a seguito delle procedure di selezione comparativa per l’assegnazione di 86 frequenze asincrone e di 60 frequenze isocanale costituenti 11 reti sincronizzate, riservate ai soggetti che avevano già presentato regolare domanda secondo le modalità indicate nell’avviso pubblico del 4 agosto 2016, sono stati pubblicati gli elenchi delle frequenze assegnate e i soggetti risultati vincitori. Le frequenze sono state assegnate gratuitamente. Alcune concessioni non sono state mai attivate e la disponibilità di frequenze restituita (il concessionario ha l'obbligo di trasmettere). 
È possibile comunque richiedere al MISE la concessione per qualunque frequenza libera nella banda Onde Medie riservata al Broadcasting (526 - 1.620 kHz con canalizzazione a 9 kHz), specificando il punto di irradiazione e la potenza impiegata nell'arco delle 24 ore; il MISE effettuerà una valutazione sulla compatibilità elettromagnetica per la frequenza richiesta e valuterà. Considerando che la stessa frequenza può essere impiegata in luoghi diversi (a seconda della potenza di trasmissione), che molte frequenze sono libere in tutta Italia, che si vanno diffondendo emittenti AM locali a bassa potenza, la gamma delle Onde Medie offre ampie possibilità di incremento del numero di emittenti. 
La banda delle Onde Medie è per decenni stata in pratica esclusiva della RAI per ragioni storiche. La RAI è stata monopolista del broadcasting in Italia fino agli anni 70 del XX secolo,  a causa del costo elevatissimo degli impianti di ripresa e diffusione; si puntava ad avere pochi impianti di potenza enorme, sia perché ciò rendeva facile presidiarli dal punto di vista della sicurezza, sia perché l'affidabilità dell'elettronica era così scarsa che si richiedeva una manutenzione pressoché continua. Quando i costi dell'elettronica sono scesi il salto è stato verso emittenti FM, che richiedevano impianti di antenna con antenne molto più corte dell'OM. Oggi che è possibile irradiare in OM a costi realisticamente bassi, anche con impianti di poche centinaia di Watt e antenne estremamente corte rispetto alla lunghezza d'onda, la banda diventa estremamente interessante per emittenti che non vogliano sobbarcarsi i costi di acquisto di una concessione; uno dei vantaggi è la penetrazione del segnale in ambienti urbani (solo per elevate potenze, vista la bassa densita' di energia). 
Le emittenti operanti sulle frequenze indicate nell'elenco e non operate dalle società indicate sono da considerarsi non autorizzate ("Pirate").
Nel settembre 2022, la Rai interrompe la trasmissione di Radiouno in onde medie, completando un disimpegno da queste frequenze che era iniziato nel 1999.

## Emittenti
Nella tabella seguente sono riportate le emittenti radiofoniche italiane in onde medie, gli orari delle trasmissioni (UTC+1), le frequenze (kHz), la località del trasmettitore e altri dati tecnici (ultimo aggiornamento 4 aprile 2022):

### Pubbliche
L'unica emittente pubblica in Italia che operava sulle onde medie era la Rai. L'azienda ha chiuso le trasmissioni in Onda Media l'11 settembre 2022, dopo aver dismesso anni prima le trasmissioni sulle Onde Corte e Lunghe (Filodiffusione), puntando a FM, DAB e IP.

### Private
| Frequenza (kHz) | Stazione                                       | Orario (ITA) | Programmazione | Programmazione | Programmazione | Programmazione | Programmazione | Programmazione | Programmazione | Località trasmettitore  | Provincia     | Potenza (kW) | Note                      |
| Frequenza (kHz) | Stazione                                       | Orario (ITA) | L              | M              | M              | G              | V              | S              | D              | Località trasmettitore  | Provincia     | Potenza (kW) | Note                      |
| --------------- | ---------------------------------------------- | ------------ | -------------- | -------------- | -------------- | -------------- | -------------- | -------------- | -------------- | ----------------------- | ------------- | ------------ | ------------------------- |
| 531             |                                                |              |                |                |                |                |                |                |                |                         |               |              |                           |
| 540             |                                                |              |                |                |                |                |                |                |                |                         |               |              |                           |
| 549             |                                                |              |                |                |                |                |                |                |                |                         |               |              |                           |
| 558             |                                                |              |                |                |                |                |                |                |                |                         |               |              |                           |
| 567             |                                                |              |                |                |                |                |                |                |                |                         |               |              |                           |
| 576             |                                                |              |                |                |                |                |                |                |                |                         |               |              |                           |
| 585             |                                                |              |                |                |                |                |                |                |                |                         |               |              |                           |
| 594             |                                                |              |                |                |                |                |                |                |                |                         |               |              |                           |
| 603             | Nuova Radio AM                                 |              | X              | X              | X              | X              | X              | X              | X              | Spoltore                | Pescara       | 0,3          | asincrona diurna GE75     |
| 612             |                                                |              |                |                |                |                |                |                |                |                         |               |              |                           |
| 621             |                                                |              |                |                |                |                |                |                |                |                         |               |              |                           |
| 630             |                                                |              |                |                |                |                |                |                |                |                         |               |              |                           |
| 639             |                                                |              |                |                |                |                |                |                |                |                         |               |              |                           |
| 648             |                                                |              |                |                |                |                |                |                |                |                         |               |              |                           |
| 657             |                                                |              |                |                |                |                |                |                |                |                         |               |              |                           |
| 666             |                                                |              |                |                |                |                |                |                |                |                         |               |              |                           |
| 675             |                                                |              |                |                |                |                |                |                |                |                         |               |              |                           |
| 684             |                                                |              |                |                |                |                |                |                |                |                         |               |              |                           |
| 693             |                                                |              |                |                |                |                |                |                |                |                         |               |              |                           |
| 702             |                                                |              |                |                |                |                |                |                |                |                         |               |              |                           |
| 711             | Radio King Italia                              | 04.00-17.00  | X              | X              | X              | X              | X              | X              | X              | Cerveteri               | Roma          | 0,2          | LIVE                      |
| 711             | Media Radio Castellana                         | 04:00-17.00  | X              | X              | X              | X              | X              | X              | X              | Castel San Pietro Terme | Bologna       | 0,1          | asincrona diurna GE75     |
| 720             |                                                |              |                |                |                |                |                |                |                |                         |               |              |                           |
| 729             |                                                |              |                |                |                |                |                |                |                |                         |               |              |                           |
| 738             |                                                |              |                |                |                |                |                |                |                |                         |               |              |                           |
| 747             |                                                |              |                |                |                |                |                |                |                |                         |               |              |                           |
| 756             |                                                |              |                |                |                |                |                |                |                |                         |               |              |                           |
| 765             |                                                |              |                |                |                |                |                |                |                |                         |               |              |                           |
| 774             |                                                |              |                |                |                |                |                |                |                |                         |               |              |                           |
| 783             |                                                |              |                |                |                |                |                |                |                |                         |               |              |                           |
| 792             |                                                |              |                |                |                |                |                |                |                |                         |               |              |                           |
| 801             | Radio Luce                                     | 00:00-24:00  | X              | X              | X              | X              | X              | X              | X              | Pescara                 |               |              | asincrona GE75            |
| 810             |                                                |              |                |                |                |                |                |                |                |                         |               |              |                           |
| 819             | Radio Diffusione Europea                       | 00:00-24:00  | X              | X              | X              | X              | X              | X              | X              | Trieste                 | Trieste       | 1            | asincrona GE75 - inattiva |
| 828             |                                                |              |                |                |                |                |                |                |                |                         |               |              |                           |
| 837             |                                                |              |                |                |                |                |                |                |                |                         |               |              |                           |
| 846             | Radio Luce                                     |              |                |                |                |                |                |                |                | Grottaferrata           | Roma          |              |                           |
| 855             |                                                |              |                |                |                |                |                |                |                |                         |               |              |                           |
| 864             |                                                |              |                |                |                |                |                |                |                |                         |               |              |                           |
| 873             |                                                |              |                |                |                |                |                |                |                |                         |               |              |                           |
| 882             |                                                |              |                |                |                |                |                |                |                |                         |               |              |                           |
| 891             |                                                |              |                |                |                |                |                |                |                |                         |               |              |                           |
| 900             |                                                |              |                |                |                |                |                |                |                |                         |               |              |                           |
| 909             |                                                |              |                |                |                |                |                |                |                |                         |               |              |                           |
| 918             | AM Italia                                      | 17:00-21:00  | X              | X              | X              | X              | X              | X              | X              |                         |               |              |                           |
| 927             | Power 9-2-7                                    | 00:00-24:00  | X              | X              | X              | X              | X              | X              | X              | Abbiategrasso           | Milano        | 1            | asincrona                 |
| 936             |                                                |              |                |                |                |                |                |                |                |                         |               |              |                           |
| 945             |                                                |              |                |                |                |                |                |                |                |                         |               |              |                           |
| 954             |                                                |              |                |                |                |                |                |                |                |                         |               |              |                           |
| 963             |                                                |              |                |                |                |                |                |                |                |                         |               |              |                           |
| 972             |                                                |              |                |                |                |                |                |                |                |                         |               |              |                           |
| 981             |                                                |              |                |                |                |                |                |                |                |                         |               |              |                           |
| 990             |                                                |              |                |                |                |                |                |                |                |                         |               |              |                           |
| 999             |                                                |              |                |                |                |                |                |                |                |                         |               |              |                           |
| 1008            |                                                |              |                |                |                |                |                |                |                |                         |               |              |                           |
| 1017            | Amica Radio Veneta                             | 04:00-17:00  | X              | X              | X              | X              | X              | X              | X              | Peraga di Vigonza       | Padova        | 1            | asincrona diurna GE75     |
| 1026            |                                                |              |                |                |                |                |                |                |                |                         |               |              |                           |
| 1035            |                                                |              |                |                |                |                |                |                |                |                         |               |              |                           |
| 1044            |                                                |              |                |                |                |                |                |                |                |                         |               |              |                           |
| 1053            |                                                |              |                |                |                |                |                |                |                |                         |               |              |                           |
| 1062            |                                                |              |                |                |                |                |                |                |                |                         |               |              |                           |
| 1071            | Media Veneta Radio                             | 00:00-24:00  | X              | X              | X              | X              | X              | X              | X              | Piove di Sacco          | Padova        | 1            | asincrona                 |
| 1080            |                                                |              |                |                |                |                |                |                |                |                         |               |              |                           |
| 1089            |                                                |              |                |                |                |                |                |                |                |                         |               |              |                           |
| 1098            | Media Radio Castellana                         | 04:00-17:00  | X              | X              | X              | X              | X              | X              | X              | Castel San Pietro Terme | Bologna       | 0,1          | asincrona diurna GE75     |
| 1107            |                                                |              |                |                |                |                |                |                |                |                         |               |              |                           |
| 1116            |                                                |              |                |                |                |                |                |                |                |                         |               |              |                           |
| 1125            |                                                |              |                |                |                |                |                |                |                |                         |               |              |                           |
| 1134            |                                                |              |                |                |                |                |                |                |                |                         |               |              |                           |
| 1143            |                                                |              |                |                |                |                |                |                |                |                         |               |              |                           |
| 1152            |                                                |              |                |                |                |                |                |                |                |                         |               |              |                           |
| 1161            |                                                |              |                |                |                |                |                |                |                |                         |               |              |                           |
| 1170            | Radio Capodistria                              | 00:00-24:00  | X              | X              | X              | X              | X              | X              | X              | Pirano                  | Slovenia      | 300          |                           |
| 1179            |                                                |              |                |                |                |                |                |                |                |                         |               |              |                           |
| 1188            | Radio Studio X                                 | 00:00-24:00  | X              | X              | X              | X              | X              | X              | X              | Marliana                | Pistoia       | 5            | C-QUAM Stereo             |
| 1197            |                                                |              |                |                |                |                |                |                |                |                         |               |              |                           |
| 1206            | Viva La Radio! Network                         | 00:00-24:00  | X              | X              | X              | X              | X              | X              | X              | Peschiera del Garda     | Verona        | 2            | asincrona                 |
| 1215            |                                                |              |                |                |                |                |                |                |                |                         |               |              |                           |
| 1233            | This Is Radio! Legendary Sound '60 '70 '80 '90 | 00:00-24:00  | X              | X              | X              | X              | X              | X              | X              | Piove di Sacco          | Padova        | 1,5          | asincrona GE75            |
| 1242            |                                                |              |                |                |                |                |                |                |                |                         |               |              |                           |
| 1251            |                                                |              |                |                |                |                |                |                |                |                         |               |              |                           |
| 1260            |                                                |              |                |                |                |                |                |                |                |                         |               |              |                           |
| 1269            |                                                |              |                |                |                |                |                |                |                |                         |               |              |                           |
| 1278            | MRV 1.2.7.8                                    | 00:00-24:00  | X              | X              | X              | X              | X              | X              | X              | Piove di Sacco          | Padova        | 1,5          | asincrona GE75            |
| 1287            |                                                |              |                |                |                |                |                |                |                |                         |               |              |                           |
| 1296            | Viva La Radio! Network                         | 00:00-24:00  | X              | X              | X              | X              | X              | X              | X              | Veneto                  | Veneto        | 3,0          | sincrona GE75             |
| 1305            |                                                |              |                |                |                |                |                |                |                |                         |               |              |                           |
| 1314            |                                                |              |                |                |                |                |                |                |                |                         |               |              |                           |
| 1323            | AM Italia                                      | 17:00-21:00  | X              | X              | X              | X              | X              | X              | X              |                         |               |              |                           |
| 1332            |                                                |              |                |                |                |                |                |                |                |                         |               |              |                           |
| 1341            |                                                |              |                |                |                |                |                |                |                |                         |               |              |                           |
| 1350            | Z100                                           |              |                |                |                |                |                |                |                | Milano                  | Milano        |              |                           |
| 1359            | Regional Radio                                 | 00:00-24:00  | X              | X              | X              | X              | X              | X              | X              | Viterbo                 | Viterbo       | 1            | asincrona                 |
| 1368            |                                                |              |                |                |                |                |                |                |                |                         |               |              |                           |
| 1377            |                                                |              |                |                |                |                |                |                |                |                         |               |              |                           |
| 1386            | Viva La Radio! Sinfonica                       | 00:00-24:00  | X              | X              | X              | X              | X              | X              | X              | Piove Di Sacco          | Padova        | 0,5          | asincrona                 |
| 1395            | Viva La Radio! Emozioni Italiane               | 00:00-24:00  | X              | X              | X              | X              | X              | X              | X              | Dolo                    | Venezia       | 1            | asincrona                 |
| 1395            | Regional Radio                                 | 00:00-24:00  | X              | X              | X              | X              | X              | X              | X              | Roma                    | Roma          | 1            | asincrona                 |
| 1404            | Radio Canzoni e Sorrisi                        | 00:00-24:00  | X              | X              | X              | X              | X              | X              | X              | Casalgrande             | Reggio Emilia | 0,30         | assegnazione d.l.223/90   |
| 1413            |                                                |              |                |                |                |                |                |                |                |                         |               |              |                           |
| 1422            |                                                |              |                |                |                |                |                |                |                |                         |               |              |                           |
| 1431            |                                                |              |                |                |                |                |                |                |                |                         |               |              |                           |
| 1440            | Regional Radio                                 | 00:00-24:00  | X              | X              | X              | X              | X              | X              | X              | Rieti                   | Rieti         | 1            |                           |
| 1449            |                                                |              |                |                |                |                |                |                |                |                         |               |              |                           |
| 1458            |                                                |              |                |                |                |                |                |                |                |                         |               |              |                           |
| 1467            |                                                |              |                |                |                |                |                |                |                |                         |               |              |                           |
| 1476            |                                                |              |                |                |                |                |                |                |                |                         |               |              |                           |
| 1485            | Radio Studio X                                 | 06:00-24:00  | X              | X              | X              | X              | X              | X              | X              | Castellaccio            | Livorno       | 1            | C-QUAM Stereo             |
| 1485            | Regional Radio                                 | 00:00-24:00  | X              | X              | X              | X              | X              | X              | X              | Terni                   | Terni         | 1            | asincrona                 |
| 1485            | Radio Luce                                     | 00:00-24:00  | X              | X              | X              | X              | X              | X              | X              | Ascoli Piceno           | Ascoli Piceno |              | asincrona GE75            |
| 1494            | Eros Radio Europe                              | 00:00-24:00  | X              | X              | X              | X              | X              | X              | X              | Monselice               | Padova        | 5            | asincrona                 |
| 1503            | Radio Diffusione Europea                       | 00:00-24:00  | X              | X              | X              | X              | X              | X              | X              | Trieste                 | Trieste       | 1            | asincrona                 |
| 1512            | Radio Garda AM                                 | 00:00-24:00  | X              | X              | X              | X              | X              | X              | X              | Peschiera del Garda     | Verona        | 2            | asincrona                 |
| 1512            | Radio Lago Trasimeno AM                        | 00:00-24:00  | X              | X              | X              | X              | X              | X              | X              | Lago Trasimeno          | Perugia       | 1,5          | asincrona                 |
| 1521            |                                                |              |                |                |                |                |                |                |                |                         |               |              |                           |
| 1530            |                                                |              |                |                |                |                |                |                |                |                         |               |              |                           |
| 1539            |                                                |              |                |                |                |                |                |                |                |                         |               |              |                           |
| 1548            |                                                |              |                |                |                |                |                |                |                |                         |               |              |                           |
| 1557            |                                                |              |                |                |                |                |                |                |                |                         |               |              |                           |
| 1566            | Radio Kolbe                                    | 00:00-24:00  | X              | X              | X              | X              | X              | X              | X              | Schio                   | Vicenza       | 1            | assegnazione d.l.223/90   |
| 1566            | Radio King Italia                              | 00:00 24:00  | X              | X              | X              | X              | X              | X              | X              | Cerveteri               | Roma          | 1            | LIVE                      |
| 1584            | Radio Studio X                                 | 06:00-24:00  | X              | X              | X              | X              | X              | X              | X              | Arezzo                  | Arezzo        | 1            | C-QUAM Stereo             |
| 1584            | Regional Radio                                 | 00:00-24:00  | X              | X              | X              | X              | X              | X              | X              | Gualdo Tadino           | Perugia       | 1            | asincrona                 |
| 1584            | Regional Radio                                 | 00:00-24:00  | X              | X              | X              | X              | X              | X              | X              | Narni                   | Terni         | 1            | asincrona                 |
| 1584            | Radio Diffusione Europea                       | 00:00-24:00  | X              | X              | X              | X              | X              | X              | X              | Trieste                 | Trieste       | 1            | asincrona GE75            |
| 1593            |                                                |              |                |                |                |                |                |                |                |                         |               |              |                           |
| 1602            | Dot Radio                                      | 00:00-24:00  | X              | X              | X              | X              | X              | X              | X              | Spello                  | Perugia       | 0,15         | asincrona GE75            |
| 1602            | Radio 3 Network                                | 00:00-24:00  | X              | X              | X              | X              | X              | X              | X              | Poggibonsi              | Siena         | 1            | asincrona GE75            |
| 1602            | RTV Radio Treviso                              | 00:00-24:00  | X              | X              | X              | X              | X              | X              | X              | Treviso                 | Treviso       | 0,02         | asincrona GE75            |
| 1602            |                                                |              |                |                |                |                |                |                |                |                         |               |              |                           |
| 1602            | Radio a colori                                 | 00:00-24:00  | X              | X              | X              | X              | X              | X              | X              | Bologna                 | Bologna       |              | asincrona GE75            |
| 1611            |                                                |              |                |                |                |                |                |                |                |                         |               |              |                           |